# Gnathopogon nicholsi
Gnathopogon nicholsi är en fiskart som först beskrevs av Fang, 1943.  Gnathopogon nicholsi ingår i släktet Gnathopogon och familjen karpfiskar. IUCN kategoriserar arten globalt som livskraftig. Inga underarter finns listade i Catalogue of Life.